# Додж
Вижте пояснителната страница за други значения на Додж.
„Додж“ (Dodge) е американска марка автомобили, произвеждани днес от „Крайслер Груп“.
Марката води началото си от основаното през 1900 г. предприятие „Додж Брадърс Къмпани“, произвеждало части за бързо развиващата се автомобилна промишленост в Детройт. През 1914 г. „Додж“ започва да произвежда и собствени автомобили, а през 1928 г. търговската марка е продадена на „Крайслер“.